# Геннерсдорф (Вульканайфель)
Геннерсдорф (нім. Gönnersdorf) — громада в Німеччині, розташована в землі Рейнланд-Пфальц. Входить до складу району Вульканайфель. Складова частина об'єднання громад Обере-Киль.
Площа — 5,17 км2. Населення становить 484 ос. (станом на 31 грудня 2020).